# Racquel Darrian

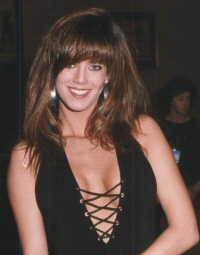
Racquel Darrian (2006)

Racquel Darrian (* 21. Juli 1968 in Hutchinson, Kansas, USA; eigentlich Kelly Jackson) ist ein US-amerikanisches Fotomodell und Pornodarstellerin.

## Leben und Karriere
Darrian zog mit ihrer Familie nach Kalifornien, als sie sieben Jahre alt war. Sie begann ihre Karriere als Aktmodell für die Magazine Penthouse und Playboy und posierte dabei für lesbische Darstellungen. Als sie in das Hardcoregeschäft wechselte, spielte sie anfänglich nur in Lesbenszenen wie der Leather & Lace-Serie, Girls Who Dig Girls oder No Boys Allowed.
Als die Angebote, in einer Hetero-Szene mitzuspielen, immer zahlreicher wurden, begann sie mit ihrem Ehemann Derrick Lane zu drehen. Sie unterschrieb einen Exklusivvertrag bei Vivid Video. Sie ist bekannt für ihre Darstellung der weiblichen Hauptrolle in der 1993 gedrehten Porno-Adaption von Bonnie und Clyde, einer Neu-Erzählung des Film-Klassikers von Arthur Penn mit Faye Dunaway und Warren Beatty.
Racquel Darrian wirkte zwischen 1989 und 1999 in über 100 Filmen mit. Ihre Tochter Brooke wurde im Juni 1997 geboren. Racquel Darrian lebt seit 1997 in Las Vegas und ist seit 2000 von Derrick Lane geschieden. Darrian ist Mitglied der AVN Hall of Fame.

## Auszeichnungen
- 1990 – "Pet of the Month" Oktober der Penthouse
- 1993 – AVN Award für Best Tease Performance in "Bonnie and Clyde"
- 2005 – Mitglied der AVN Hall of Fame

## Filmografie (Auswahl)
- Racquel in Paradise (VCA, 1995)
- Racquel in the Wild (Vivid Entertainment, 1992)
- Racquel on Fire (VCA, 1990)
- Racquel Released (Vivid Entertainment)
- Racquel Untamed (1995)
- Racquel's Addiction (VCA)
- Racquel's Treasure Hunt (VCA)